# Crisògon d'Aquileia
Crisògon d'Aquileia (Aquileia?, Friül, segle iii - Aquileia, 303) fou un bisbe d'Aquileia. És venerat com a sant per diverses confessions cristianes.

## Vida i llegenda
Crisògon fou bisbe d'Aquileia, mort màrtir durant el regnat de Dioclecià. El seu culte es va difondre ràpidament, amb un titulus (lloc de culte) instituït a Roma, probablement, per Silvestre I (314-335).
Cap al segle VI s'elaborà una llegenda a Roma, possiblement per vincular-lo a la ciutat, segons la qual Crisògon havia nascut a Roma i hi era vicarius Urbis i mestre de santa Anastàsia de Roma. Empresonat durant una persecució, fou portat a Aquileia davant l'emperador, i hi fou decapitat. El seu cos hauria estat llençat al mar, que el tornaria a la platja, on fou trobat pel sacerdot Zoil, que el va sebollir.
Segons la llegenda, va morir un 23 de novembre: les esglésies occidentals el celebren el 24 de novembre, i les d'orient, el 16 d'abril.